# مطار تولوز بلانياك
مطار تولوز- بلانياك  (بالإنجليزية: Toulouse–Blagnac Airport)‏، (إياتا: TLS، إيكاو: LFBO) هو مطار دولي يقع على بعد سبعة كلومترات من مدينة تولوز في فرنسا.

## تاريخ
في عام 1969، شهد هذا المطار أول رحلة لطائرة كونكورد، وأيضا عام 2005 تمت بالمطار أول رحلة لطائرة من نوع إيرباص إيه 380

## إحصاءات
ما بين عامي 2005 و2012 ارتفع عدد المسافرين ب30% خصوصاً مع دخول شركات الطيران المنخفضة التكلفة.

## وصلات خارجية
- الموقع الإلكتروني